# Нюстрём, Рагнар Яковлевич
Ра́гнар Я́ковлевич Ню́стрём (псевд. Рагнар Руско, фин. Ragnar Nyström; 7 сентября 1898, Гельсингфорс — 12 декабря 1939, Чита) — советский поэт, драматург, видный театральный деятель, один из основателей Национального театра Республики Карелия.

## Биография
Родился шестым ребёнком в семье финского[Имя больше похоже на шведское] рабочего-металлиста Яакко Нюстрёма. Учился в общеобразовательной и музыкальной школах.
С 13 лет начал он свою трудовую деятельность: работал токарем по металлу, кочегаром, был рулевым на флоте; принимал участие в рабочем движении.
Одновременно учился на театральных курсах и выступал на сцене рабочего любительского театра в пригороде Хельсинки.
С 1912 состоял в Социал-демократическом союзе молодёжи, с 1914 — в Социал-демократической партии Финляндии.
В 1918 году во время гражданской войны в Финляндии (1918) находился в рядах Красной гвардии. После поражения «красных финнов» был арестован, осужден на 12 лет, провел три года в тюрьме в Таммисаари. В 1921 году бежал в Советскую Россию.
Учился в Ленинградском филиале Коммунистического университета национальных меньшинств Запада, в Гатчинском финском педагогическом техникуме.
С 1924 года в Автономной Карельской ССР, преподавал в финской 9-летней школе в Петрозаводске и педагогическом техникуме.
В 1927 вступил в ВКП(б). В 1927—1928 годах заведовал клубом Карельской егерской бригады.
В 1928 году был направлен Карельским обкомом ВКП(б) в Ленинградскую театральную студию на режиссёрское отделение. По окончании студии в 1932 году был назначен главным режиссёром и художественным руководителем Карельского национального драматического театра в Петрозаводске.
Входил в редколлегию финноязычного журнала «Soihtu» («Факел»), издававшегося в Ленинграде.
В 1936 году принят в Союз писателей СССР.
В 1937 году подвергся репрессиям.

Работая в национальном театре, игнорировал карельский язык и карельскую культуру, ориентировался только на финскую публику, ежедневно был связан (по всем вопросам театра) с врагами народа. Пытался протаскивать в репертуар театра пьесы фашистской Финляндии. Выписывал фашистскую литературу из Финляндии и читал её артистам нацтеатра.— Из решения партсобрания первичной парторганизации Дома народного творчества от 20 сентября 1937 г.
Решениями собраний партийной организации при Доме народного творчества от 20 сентября 1937 года и Петрозаводского горкома ВКП(б) от 21 октября 1937 года был исключён из ВКП(б) «как буржуазный националист».
Решением тройки НКВД Карельской АССР от 20 ноября 1937 года по ложному обвинению в антисоветской деятельности был приговорён к 10 годам лишения свободы. Его письма из тюрьмы сохранились в Национальном архиве Республики Карелия.
Был осужден повторно и расстрелян 14 августа 1938 года в городе Свободный Амурской области за контрреволюционную агитацию среди заключённых. По другим сведениям умер от истощения и болезней 12 декабря 1939 года в лагере в Чите.
Определением военного трибунала Северного военного округа от 7 мая 1956 года решение тройки НКВД КАССР от 20 ноября 1937 года в отношении Нюстрема Р. Я. отменёно и дело за отсутствием состава преступления было прекращёно. 7 мая 1970 года Карельский обком КПСС постановил считать Р. Нюстрёма полностью реабилитированным.

## Литературная деятельность
Свои первые стихи и прозу на финском языке опубликовал в петрозаводской финской газете «Карельская Коммуна».
В 1920-х годах написал ряд пьес: «Закон революции» («Kumouksen laki», поставлена в 1926 г. в Петрозаводске и Ленинграде), «Правосудие», «Красный посев», «Учитель».
Автор нескольких теоретических статей, театральных рецензий, представления «Взятие Зимнего дворца», поставленного в Петрозаводске на площади Свободы (ныне — площадь Кирова).
Писал также и для детей: в 1929—1932 годах в журнале «Кипиня» регулярно появлялись корреспонденции пионера Матти Миттакаава, путешествующего по разным странам и знакомящего ребят с важнейшими политическими событиями. Придумывал приключения Матти Рагнар Руско (псевдоним Р. Нюстрёма; «Руско» в переводе с финского означает «заря»).
Первая книга стихотворений «Kahleissa» («В кандалах») вышла в 1930 году — автор рассказывает о своём участии в революционном движении Финляндии, аресте в 1918 году, побеге из каторжной тюрьмы Таммисаари, в которой он должен был провести 12 лет заключения.

## Семья
Жена — Н. Бекман.